# Бортняк, Евгения Васильевна
Евгения Васильевна Бортняк (1914 год, село Свершковцы — дата смерти неизвестна) — звеньевая колхоза имени Кирова Чемеровецкого района Каменец-Подольской области, Украинская ССР. Герой Социалистического Труда (1948).
В 1947 году звено Евгении Бортняк вырастило в среднем по 615,5 центнеров сахарной свеклы с каждого гектара на участке площадью 2 гектара. Указом Президиума Верховного Совета СССР от 16 февраля 1948 года «за получение высоких урожаев пшеницы, ржи, кукурузы и сахарной свеклы, при выполнении колхозом обязательных поставок и натуроплаты за работу МТС в 1947 году и обеспеченности семенами зерновых культур для весеннего сева 1948 года» удостоена звания Героя Социалистического Труда с вручением ордена Ленина и золотой медали «Серп и Молот».